# Massacri di Senkata e Sacaba
I massacri di Senkata e Sacaba sono avvenuti dopo l'ascesa di Jeanine Áñez alla presidenza della Bolivia nel novembre 2019, causato dalla crisi politica del 2019. In questi eventi, almeno 19 manifestanti pro-Morales sono stati uccisi dalle forze militari e di polizia che avevano ottenuto l'immunità per i loro crimini dal governo boliviano. Complessivamente, sono stati uccisi 36 manifestanti anti-governativi durante i disordini del 2019.

## Eventi
Il 15 novembre, gruppi di cocalero, forse legati al Movimento per il Socialismo (MAS) di Evo Morales, hanno cercato di entrare nella città di Cochabamba. Le forze di sicurezza di quel paese hanno dichiarato che una grande quantità di denaro, armi da fuoco ed esplosivi erano state sequestrate a questi manifestanti, sebbene nessuna indagine di terze parti lo confermi. Quando la polizia ha iniziato la repressione, sono stati denunciati 6 morti e 115 feriti. Il 16 dello stesso mese, il ministro del governo, Arturo Murillo, ha affermato che la maggior parte delle morti ci sono stati fra i manifestanti mentre si scontravano con la polizia. Tale argomento è contestato dagli elementi di prova trovati in quel luogo.
Il 19 novembre il governo decide di rompere i blocchi nella città di Senkata. Secondo alcuni giornalisti allineati al governo, numerosi sostenitori radicali del Movimento per il socialismo avrebbero cercato di entrare nell'impianto di lavorazione del gas naturale di quella città con l'intenzione di farlo saltare in aria. Questa affermazione è stata smentita dal fatto che quei manifestanti provengono da quella città, come le loro famiglie. Il luogo dove avvenne la strage, era lontano da ogni possibile attacco che potesse provocare la presunta esplosione dell'impianto.
Entro il 20 dello stesso mese, altre 4 persone vengono uccise dalle forze armate, quindi come mezzo per occultare la strage, il governo ha rivendicato questi eventi come atti terroristici.
Il 20 novembre 2019, le forze di sicurezza del Paese, per ordine del Pubblico Ministero, hanno arrestato sette persone per presunti atti di terrorismo nel Paese.
Il 13 marzo 2021, il procuratore generale della Bolivia ha firmato una serie di ordini di arresto contro l'ex presidente della Bolivia, Jeanine Áñez, e molti dei suoi ex ministri ed ex alti ufficiali delle forze armate. Sono stati accusati di terrorismo, sedizione e cospirazione, in merito al colpo di stato contro Morales nel novembre 2019 e ai gravi incidenti con la polizia che hanno causato almeno 19 morti a Senkata e Sacaba.

## Dichiarazioni della Commissione interamericana sui diritti umani
L'11 dicembre 2019, la Commissione interamericana per i diritti umani ha classificato le morti civili avvenute nelle città di El Alto e Sacaba come massacri, sostenuti dalla promulgazione del decreto 4078 che ha esentato le forze armate boliviane dalla responsabilità penale, decreto promosso e promulgato dal governo di Jeanine Áñez. Quel decreto è stato chiamato "licenza di uccidere". La polizia sostiene che i manifestanti abbiano usato ordigni esplosivi, dinamite e armi da fuoco.